# Appaloosa

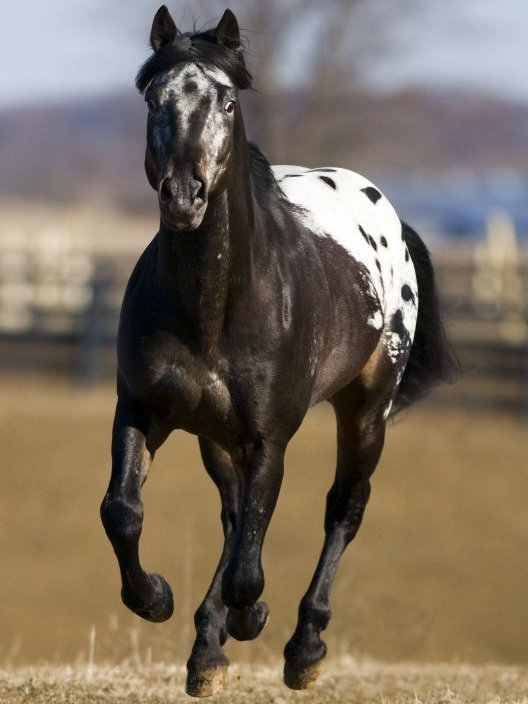
Koń Appaloosa

Koń Appaloosa – rasa koni gorącokrwistych.
Ta rasa została wyhodowana w Ameryce Północnej przez Indian Nez Percé zamieszkujących w XVIII wieku północno-wschodnie obszary stanu Oregon, między innymi nad rzeką Palouse, od której wywodzi się nazwa rasy. Konie mają około 145-160 cm wysokości w kłębie. Appaloosa są maści tarantowatej we wszystkich jej wariantach.

## Historia
W roku 1540 Francisco Vásquez de Coronado wyruszył, na czele sporego oddziału konkwistadorów, z Meksyku na północ dla odnalezienia legendarnych złotych Siedmiu miast Królestwa Cibola. Wyprawa zakończyła się niczym, a pod koniec wycieńczającego marszu przez pustkowia, umierający Coronado nakazał zabicie pozostałych przy życiu koni dla zapewnienia resztkom oddziału pożywienia. Jak podaje legenda, pięć koni uciekło i one stały się podstawą wielkich stad mustangów w Ameryce Północnej. W rzeczywistości Hiszpanom i innym Europejczykom uciekło w Nowym Świecie wiele różnych koni, w tym andaluzyjskich, berberyjskich i arabskich oraz koni jucznych pośledniejszych ras.

W dzikich stadach następowało mieszanie się ras, ale do czasu pojawienia się na prerii plemienia Nez Percé nikt nie zajmował się ich hodowlą. Większość Indian (w dialekcie dakota z siouańskiej rodziny językowej, koń nosił nazwę sunka wakan, czyli „tajemniczy pies”) widziała w koniu kolejne zwierzę mięsodajne, a następnie pociągowe w tym samym sensie, w jakim od stuleci wykorzystywano na preriach psy. Dopiero po odkryciu koni bojowych, w tym właśnie z hodowli Nez Perce, Indianie docenili konia, co stało się podstawą zmiany ich stylu bycia i prowadzenia wojen, a w końcu zagłady.

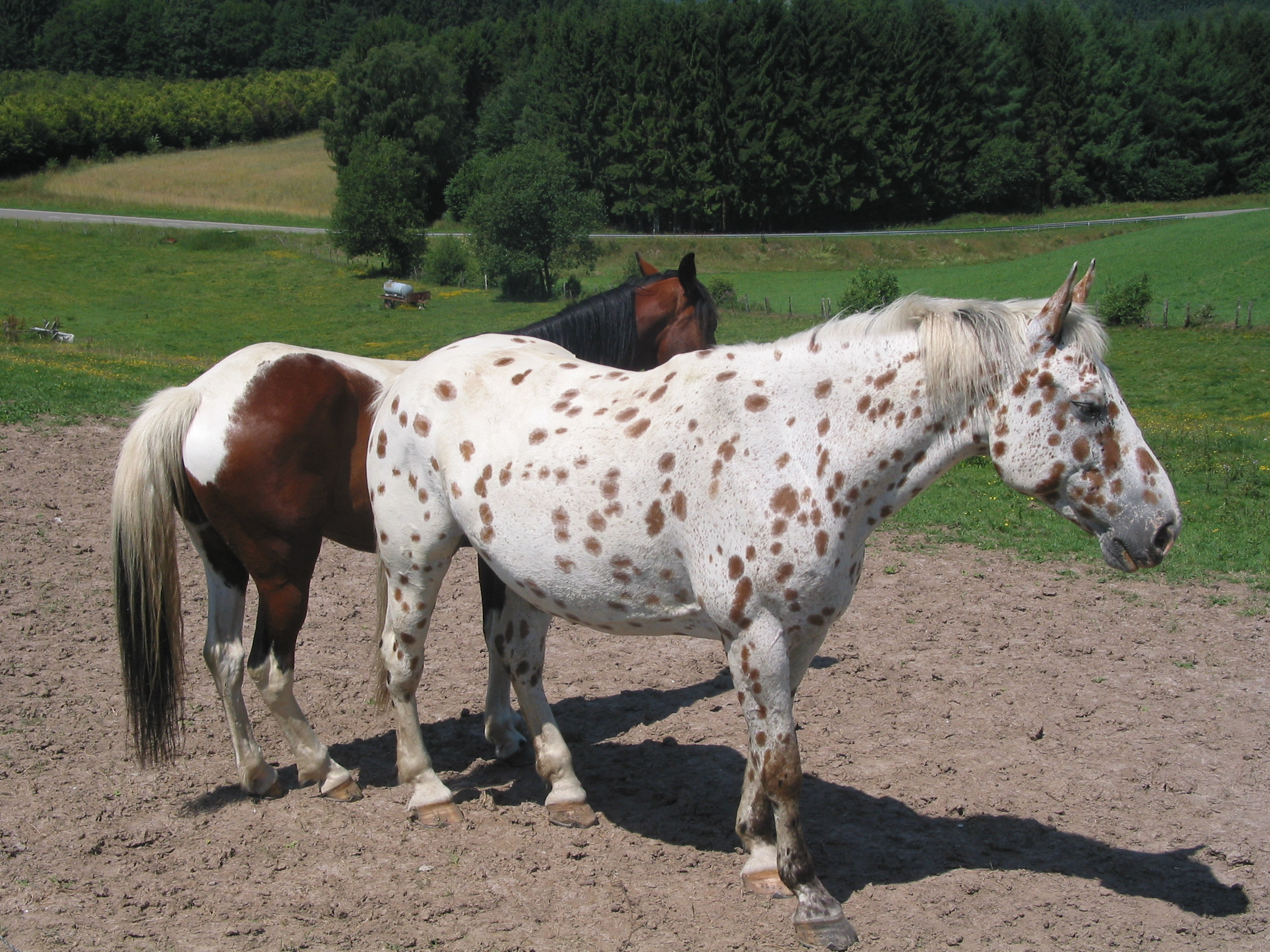
Appaloosa

Wraz z pojawieniem się konia bojowego – czyli używanego pod wierzch – zmienił się sposób polowania na bizony, które do tej pory wymagały żmudnego podchodzenia, a zabicie – w trakcie jednego polowania – więcej niż jednej sztuki było niemal niemożliwe. Teraz ubicie kilku, a nawet kilkunastu zwierząt w jednym oskrzydlającym ataku, stało się nadzwyczaj łatwe, a jednocześnie zajęte do tej pory w znacznej mierze zbieractwem rodziny podzieliły się obowiązkami – na kobiety spadł obowiązek zbieractwa dóbr leśnych oraz obróbki ubitych bizonów (z których skóry, kości, rogów, jelit, a nawet genitaliów wytwarzano niemal wszystko, co było do życia potrzebne). Tymczasem mężczyzna z łowcy i zbieracza przekształcił się w wojownika, bowiem koń pozwalał na coraz dalszą penetrację stepu w pogoni za stadami bizonów, a w konsekwencji doprowadzał do stykania się z innymi szczepami, które ten sam teren uważały za własny. Stąd, od połowy XVIII wieku – kiedy w Ameryce na dobre osiedlili się już Europejczycy – Indianie prerii zaczęli wojować między sobą, co ułatwiło (w XIX wieku) Amerykanom podbój prerii Zachodu.
W 1877 roku po zakończeniu walk z plemieniem Nez Perce zabrano tę część koni, które nie uciekły, ich indiańskim właścicielom. Planowa hodowla datuje się od 1938 roku.  
Po rozbiciu domen plemienia Nez Perce przez Amerykanów konie rasy Appaloosa rozbiegły się po stepie i jedynie kilkanaście z nich – schwytanych – stało się podstawą dzisiejszej hodowli liczącej obecnie w Stanach Zjednoczonych kilkaset tysięcy sztuk.

## Pokrój
Rasa osiąga do 165 cm w kłębie

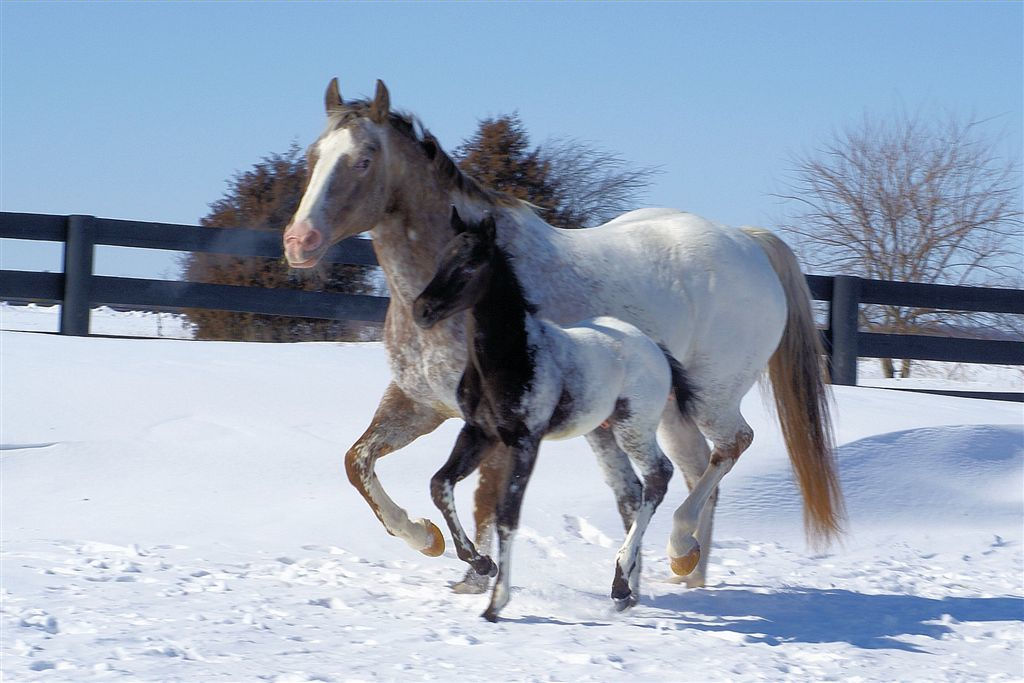
Klacz rasy appaloosa ze źrebakiem. Obydwa konie mają maść typu derka.

To silny koń o smukłej sylwetce. Posiada małą szlachetną głowę i silne kończyny tylne. Prócz umaszczenia, konie Appaloosa posiadają inne cechy charakterystyczne, przekazywane z pokolenia na pokolenie. Należą do nich: rzadka i wiotka grzywa oraz ogon, biała, jak u człowieka, twardówka, czyli część oka wokół tęczówki, nakrapiana skóra na pysku oraz paskowany róg kopytowy. Kopyta są twarde i bardziej sprężyste niż u innych ras, co ma ogromne znaczenie dla wytrzymałości tych koni.

### Umaszczenie
Istnieje 5 głównych wzorów umaszczenia koni Appaloosa, ale wszystkie rodzaje umaszczeń są tarantowate:
- Wzór lamparci – główny wzór umaszczenia; konie z taką maścią posiadają ciemne cętki na jasnym tle
- Płatki śniegu – oznacza jasne cętki na ciemnym tle
- Derka biała – grzbiet i zad białe, reszta ciemna
- Derka nakrapiana – grzbiet i zad białe nakrapiane, reszta ciemna
- Marmurek – nakrapiany wzór na ciele w formie nierównomiernych jasnych plam, czasem nachodzących na siebie

## Pochodzenie nazwy
Nazwę otrzymały od białych osadników z regionu Palouse, obejmującego wschodnią część stanu Oregon i północnej części stanu Idaho.